# Лирк (сын Абанта)
Ликр (др.-греч. Λύρκος) — персонаж древнегреческой мифологии, незаконнорожденный сын Абанта, царя Аргоса. Его имя носил древний город Лиркея.

## Мифология
Согласно сообщению Павсания в своём труде «Описание Эллады» обозначил город Лиркея (греч. Λυρκεία) расположенным на одной из двух дорог, идущих от Дируса, ворот Аргоса. Северная дорога ведет в Лиркею и Орнеи. Расстояние от Аргоса до Лиркеи составляло около 60 стадиев, такое же как и от Лиркеи до Орней, при этом Лиркея находилась между двумя городами на дороге, известной как Климакс. Гомер в каталоге кораблей, составляющем значительную часть второй книги «Илиады», не упомянул о городе Лиркея, потому что ко времени греческого похода против Трои он уже был заброшенным. Ранее этот город назывался Линкеей в честь Линкея, одного из 50 сыновей Эгипта. Линкей оказался там после своего бегства из города Аргоса, когда все его братья были убиты дочерьми Даная в первую брачную ночь. Он сообщил о своём благополучном прибытии своей верной жене Гипермнестре, подняв факел, а она таким же образом сообщила ему о своей безопасности, подняв факел из Ларисы, крепости Аргоса. Лирк был незаконнорожденным сыном Абанта, сына Линкея и Гипермнестры. Он был изгнан из Аргоса и получил во владение Линкею, которая была переименована в Лиркею. Позже город превратился в руины, и от него не осталось ничего, кроме статуи Лирка, возведённой на колонну.